# 13254 Kekulé
13254 Kekulé eller 1998 OY13 är en asteroid i huvudbältet som upptäcktes den 26 juli 1998 av den belgiske astronomen Eric W. Elst vid La Silla-observatoriet. Den är uppkallad efter den tyske kemisten August Kekulé.
Asteroiden har en diameter på ungefär 3 kilometer.